# Pontpoint
Pontpoint é uma comuna francesa na região administrativa de Altos da França, no departamento de Oise. Estende-se por uma área de 19,11 km². Em 2010 a comuna tinha 3 324 habitantes (densidade: 173,9 hab./km²).